# Chaetophthalmus flavopilosus
Chaetophthalmus flavopilosus är en tvåvingeart som beskrevs av Cantrell 1985. Chaetophthalmus flavopilosus ingår i släktet Chaetophthalmus och familjen parasitflugor. Inga underarter finns listade i Catalogue of Life.